# Sokol Kushta
Sokol Kushta (ur. 17 sierpnia 1964 we Wlorze) – albański piłkarz grający na pozycji napastnika. W swojej karierze rozegrał 31 meczów i strzelił 10 goli w reprezentacji Albanii.

## Kariera klubowa
Swoją karierę piłkarską Kushta rozpoczął w klubie Flamurtari Wlora. W 1981 roku zadebiutował w nim w albańskiej ekstraklasie. Grał w nim do końca sezonu 1983/1984. W 1984 roku przeszedł do Partizani Tirana. W sezonie 1986/1987 wywalczył z nim tytuł mistrza Albanii. Po tym sukcesie wrócił do Flamurtari, w którym występował do lata 1991.
W 1991 roku Kushta wyjechał do Grecji i został piłkarzem Iraklisu Saloniki. Grał w nim w latach 1991–1993. W sezonie 1993/1994 był piłkarzem Apollonu Kalamaria. W 1994 roku przeszedł do cypryjskiego Olympiakosu Nikozja. Z kolei w sezonie 1995/1996 występował w Ethnikosie Achna, w którym zakończył karierę.

## Kariera reprezentacyjna
W reprezentacji Albanii Kushta zadebiutował 25 marca 1987 roku w przegranym 1:5 meczu eliminacjach do Euro 88 z Rumunią. W swojej karierze grał też w: eliminacjach do MŚ 1990, ME 1992, MŚ 1994, ME 1996 i MŚ 1998. W kadrze narodowej od 1987 do 1996 roku rozegrał 31 meczów i zdobył 10 goli.